# Fausto Gresini
Fausto Gresini (Imola, 23 gennaio 1961 – Bologna, 23 febbraio 2021) è stato un pilota motociclistico e dirigente sportivo italiano due volte campione del mondo nella classe 125 (1985 e 1987).
Ritiratosi alla fine della stagione 1994, nel 1997 fondò il team Gresini Racing, di cui fu manager fino alla sua morte.

## Biografia
Sposato con Nadia Padovani, ebbe quattro figli.
Morì il 23 febbraio 2021, all'età di 60 anni, all'ospedale Maggiore di Bologna, dove era ricoverato dal 27 dicembre 2020 per complicazioni da COVID-19.
Il 12 settembre 2021 l'autodromo Enzo e Dino Ferrari ha rinominato Curva Gresini la ex Variante Alta del tracciato, in memoria dell'imolese Gresini.

## Carriera

### Pilota

Un giovane Gresini su Garelli nel paddock di Imola nel 1982

Esordì nel motomondiale partecipando al GP delle Nazioni del 1982, che non conclude a causa di un ritiro.
Nel 1983 corse l'intero campionato con la MBA nella classe 125. I 37 punti ottenuti in classifica generale non convinsero la sua squadra, che l'anno successivo lo cedette alla Garelli, con cui Gresini vinse il suo primo Gran Premio, in Svezia, giungendo terzo nella classifica generale (davanti a lui Ángel Nieto ed Eugenio Lazzarini) con 51 punti complessivi.
Fausto Gresini, che nella sua carriera corse sempre nella 125, vinse il suo primo titolo mondiale nel 1985, con tre vittorie (in Austria, Belgio e San Marino), cinque pole position e 109 punti conquistati. L'anno seguente si aggiudicò quattro GP (in Spagna, Europa, Svezia e Germania), ma fu superato di sole 12 lunghezze da Luca Cadalora, che si laureò campione del mondo.
Nel 1987 Gresini si prese la rivincita: vinse 10 delle 11 gare in calendario (tutte tranne quella in Portogallo, in cui ebbe una foratura mentre era largamente in testa) e ridivenne campione della 125 dopo aver collezionato 150 punti. Nel 1988 un infortunio lo tenne lontano dalle piste, peraltro la Garelli pagò il cambio di regolamento per la 125 e, conseguentemente, calò la competitività in gara. Poco dopo la fine della stagione maturò il divorzio dalla Garelli, che aveva già provveduto a trovargli come sostituto Domenico Brigaglia. 
Nel 1989 si trasferì all'Aprilia: con l'altra casa italiana fece una stagione anonima, corredata dal 5º posto in classifica generale con 102 punti. Nel 1990 passò alla Honda, con cui ebbe un altro brutto infortunio a seguito di una caduta: si limitò quindi a fare il secondo di Loris Capirossi, che in quell'anno riuscì a vincere il mondiale. Nel 1991 invece i due lottarono senza strategie di squadra, ma fu ancora Capirossi a conquistare il primo posto in classifica generale, distanziando Gresini di 19 lunghezze (200 punti a 181; in quell'anno Gresini vinse le gare svoltesi in Italia e Austria).
Nel 1992 Gresini arrivò ancora una volta secondo in classifica generale, dopo aver vinto una prova in Gran Bretagna e aver collezionato 118 punti. Le sue ultime due stagioni da pilota (1993 e 1994), disputate sempre con la Honda e sempre in 125, videro un Gresini sempre fuori dal podio. Poco prima dell'inizio della stagione 1995 annunciò il suo ritiro dall'agonismo.

### Dirigente

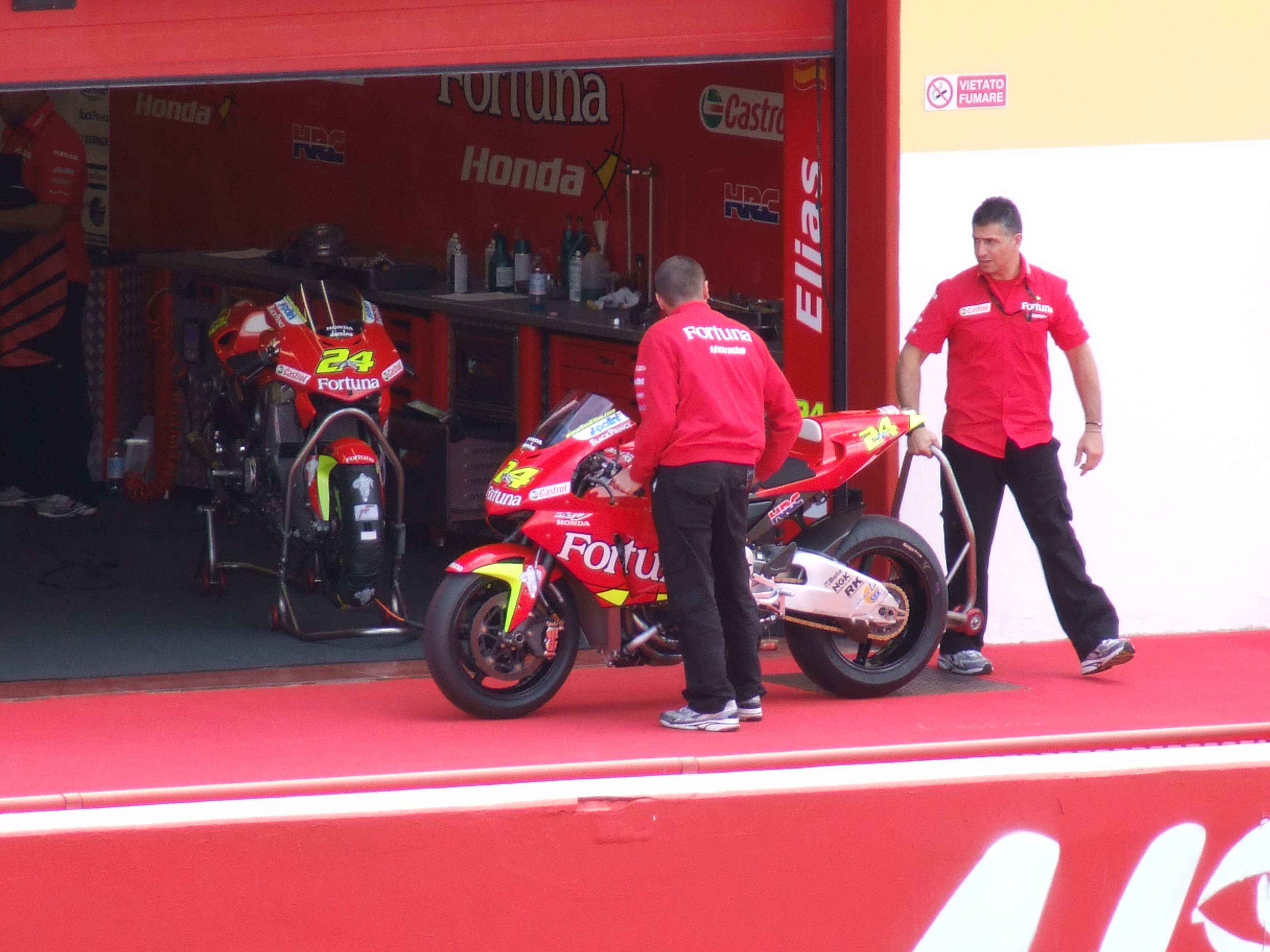
Il box del team Fortuna Honda Gresini al Gran Premio d'Italia 2006

Dopo il ritiro dalle competizioni fondò nel 1997 un team motociclistico, il Gresini Racing, che tuttora, sotto la gestione della vedova Nadia Padovani, disputa le gare del motomondiale.
Come team manager del team, Gresini vinse tre titoli iridati nelle categorie minori: nella classe 250 col giapponese Daijirō Katō nel 2001, nella classe Moto2 con Toni Elías nella 2010 e nella classe Moto 3 con Jorge Martín nel 2018. Il team omonimo, inoltre, partecipa ininterrottamente alla classe regina del motomondiale, la MotoGP, dal 2002; fino al 2014 con moto Honda, dal 2015 al 2021 con moto Aprilia e dal 2022 con moto Ducati. Le migliori stagioni in assoluto, con Gresini ai box, furono il 2004 e il 2005, chiuse al secondo e terzo posto iridato con Sete Gibernau, Colin Edwards e Marco Melandri.

## Risultati nel motomondiale
| 1982 | Classe | Moto |  |  |  |  |     |  |  |  |  |  |  |  |    |    |  | Punti | Pos. |
| ---- | ------ | ---- |  |  |  |  | --- |  |  |  |  |  |  |  | -- | -- |  | ----- | ---- |
| 1982 | 125    | MBA  |  |  |  |  | Rit |  |  |  |  |  |  |  | NE | NE |  | 0     |      |

| 1983 | Classe | Moto |    |     |   |   |   |   |     |    |   |   |   |     |  |  |  | Punti | Pos. |
| ---- | ------ | ---- | -- | --- | - | - | - | - | --- | -- | - | - | - | --- |  |  |  | ----- | ---- |
| 1983 | 125    | MBA  | NE | Rit | 7 | 6 | - | 4 | Rit | 10 | 9 | 6 | 2 | Rit |  |  |  | 37    | 9º   |

| 1984 | Classe | Moto          |    |     |     |    |   |   |    |     |    |   |   |   |  |  |  | Punti | Pos. |
| ---- | ------ | ------------- | -- | --- | --- | -- | - | - | -- | --- | -- | - | - | - |  |  |  | ----- | ---- |
| 1984 | 125    | MBA e Garelli | NE | Rit | Rit | NE | 4 | 4 | NE | Rit | NE | 3 | 1 | 3 |  |  |  | 51    | 3º   |

| 1985 | Classe | Moto    |    |   |   |     |   |    |   |   |   |   |   |   |  |  |  | Punti | Pos. |
| ---- | ------ | ------- | -- | - | - | --- | - | -- | - | - | - | - | - | - |  |  |  | ----- | ---- |
| 1985 | 125    | Garelli | NE | 2 | 2 | Rit | 1 | NE | 3 | 1 | 2 | 4 | 3 | 1 |  |  |  | 109   | 1º   |

| 1986 | Classe | Moto    |   |   |   |     |    |   |   |   |     |   |   |   |  |  |  | Punti | Pos. |
| ---- | ------ | ------- | - | - | - | --- | -- | - | - | - | --- | - | - | - |  |  |  | ----- | ---- |
| 1986 | 125    | Garelli | 1 | 1 | 2 | Rit | NE | 2 | 4 | 2 | Rit | 1 | 3 | 1 |  |  |  | 114   | 2º   |

| 1987 | Classe | Moto    |    |   |   |   |   |    |   |   |   |   |   |   |     |    |    | Punti | Pos. |
| ---- | ------ | ------- | -- | - | - | - | - | -- | - | - | - | - | - | - | --- | -- | -- | ----- | ---- |
| 1987 | 125    | Garelli | NE | 1 | 1 | 1 | 1 | NE | 1 | 1 | 1 | 1 | 1 | 1 | Rit | NE | NE | 150   | 1º   |

| 1988 | Classe | Moto    |    |    |   |    |    |    |    |     |    |    |  |   |     |     |    | Punti | Pos. |
| ---- | ------ | ------- | -- | -- | - | -- | -- | -- | -- | --- | -- | -- |  | - | --- | --- | -- | ----- | ---- |
| 1988 | 125    | Garelli | NE | NE | 4 | NE | NP | NQ | NQ | Rit | NQ | NQ |  | 7 | Rit | Rit | NE | 22    | 21º  |

| 1989 | Classe | Moto    |    |   |    |   |   |     |   |    |   |   |   |   |   |    |    | Punti | Pos. |
| ---- | ------ | ------- | -- | - | -- | - | - | --- | - | -- | - | - | - | - | - | -- | -- | ----- | ---- |
| 1989 | 125    | Aprilia | 11 | 7 | NE | 5 | 3 | Rit | 5 | NE | 6 | 7 | 5 | 8 | 5 | 14 | NE | 102   | 5º   |

| 1990 | Classe | Moto  |   |    |   |     |  |     |   |   |   |   |   |   |   |   |   | Punti | Pos. |
| ---- | ------ | ----- | - | -- | - | --- |  | --- | - | - | - | - | - | - | - | - | - | ----- | ---- |
| 1990 | 125    | Honda | 7 | NE | 3 | Rit |  | Rit | 6 | 8 | 8 | - | 8 | 5 | 7 | 4 | 5 | 102   | 7º   |

| 1991 | Classe | Moto  |   |   |    |   |   |     |   |   |   |   |   |   |   |    |   | Punti | Pos. |
| ---- | ------ | ----- | - | - | -- | - | - | --- | - | - | - | - | - | - | - | -- | - | ----- | ---- |
| 1991 | 125    | Honda | 2 | 2 | NE | 2 | 1 | Rit | 1 | 2 | 4 | 3 | 2 | 3 | 6 | NE | 4 | 181   | 2º   |

| 1992 | Classe | Moto  |     |   |   |   |   |   |   |   |   |     |   |   |   |  |  | Punti | Pos. |
| ---- | ------ | ----- | --- | - | - | - | - | - | - | - | - | --- | - | - | - |  |  | ----- | ---- |
| 1992 | 125    | Honda | Rit | 5 | 8 | 2 | 5 | 3 | 2 | 2 | 3 | Rit | 1 | 6 | 7 |  |  | 118   | 2º   |

| 1993 | Classe | Moto  |   |   |     |     |   |    |     |    |    |   |    |    |    |   |  | Punti | Pos. |
| ---- | ------ | ----- | - | - | --- | --- | - | -- | --- | -- | -- | - | -- | -- | -- | - |  | ----- | ---- |
| 1993 | 125    | Honda | 5 | 8 | Rit | Rit | 8 | 17 | Rit | 17 | 10 | 7 | NP | 10 | 16 | 4 |  | 61    | 11º  |

| 1994 | Classe | Moto  |   |   |    |    |   |    |    |    |    |    |  |    |     |    |  | Punti | Pos. |
| ---- | ------ | ----- | - | - | -- | -- | - | -- | -- | -- | -- | -- |  | -- | --- | -- |  | ----- | ---- |
| 1994 | 125    | Honda | 4 | 6 | 18 | NP | 8 | 13 | 16 | 17 | 10 | 20 |  | NP | Rit | 10 |  | 46    | 16º  |

| Legenda | 1º posto        | 2º posto            | 3º posto            | A punti      | Senza punti        | Grassetto – Pole position Corsivo – Giro più veloce |
| Legenda | Gara non valida | Non qual./Non part. | Ritirato/Non class. | Squalificato | '-' Dato non disp. | Grassetto – Pole position Corsivo – Giro più veloce |